# Mecopisthes pictonicus
Mecopisthes pictonicus là một loài nhện trong họ Linyphiidae.
Loài này thuộc chi Mecopisthes. Mecopisthes pictonicus được J. Denis miêu tả năm 1949.